# Piano blues
Piano blues si riferisce ad una varietà di diversi stili blues che hanno come punto in comune l'utilizzo del pianoforte come strumento musicale principale. Il boogie-woogie è il più conosciuto stile di piano blues, sebbene anche lo swing, l'R&B, il rock and roll ed il jazz siano stati fortemente influenzati dai primi pianisti che suonavano musica blues. Alcuni tra i più importanti pianisti blues sono Roosevelt Sykes, Memphis Slim, Otis Spann, Sunnyland Slim, Pinetop Perkins, Dr. John e Ray Charles.
Martin Scorsese ha inoltre realizzato una serie di documentari intitolata The Blues che comprende l'episodio The Piano Blues; tale episodio venne diretto da Clint Eastwood, appassionato del genere. Durante il servizio, Eastwood intervista vari pianisti jazz e blues, inclusi Marcia Ball, Pinetop, Dave Brubeck, Jay McShann, Ray Charles e Dr. John.